# Стенсенг, Хьерсти
Хьерсти Стенсенг (норв. Kjersti Stenseng; род. 4 сентября 1974, Нур-Фрон, Оппланн) — норвежский политический и государственный деятель. Секретарь Рабочей партии в 2015—2025 годах. Министр местного самоуправления и регионального развития с 4 февраля 2025 года.

## Биография
Родилась 4 сентября 1974 года в деревне Квам в коммуне Нур-Фрон.
Получила степень мастера искусств (cand.mag.) в области политологии, истории, а также практического педагогического образования в Университета Осло.
Занимала несколько руководящих должностей, в том числе была с 2001 по 2009 год была руководителем представления «Пер Гюнт» в Голо, с 2010 по 2011 год — генеральным менеджером Норвежского литературного фестиваля, который ежегодно проводится в городе Лиллехаммере в конце мая, а также с 2013 по 2015 год — менеджером по персоналу и волонтёрской работе на юношеских Олимпийских играх 2016 года в Лиллехаммере.

## Политическая карьера
В 2007—2011 годах была членом муниципального совета и исполнительного комитета коммуны Сёр-Фрун.
В 2010 году — политический советник в Министерстве культуры, в 2012—2013 годах — государственный секретарь в Министерстве культуры. Ушла в отставку с правительством под руководством Йенса Столтенберга.
С 2013 по 2017 год была первым заместителем депутата стортинга от Рабочей партии в избирательном округе Оппланн.
С 2010 по 2014 годах — лидер отделения Рабочей партии в фюльке Оппланн. С 2011 года — член центрального совета Рабочей партии. В 2015—2025 годах — секретарь Рабочей партии.
При перестановках 4 февраля 2025 года в правительстве под руководством Йонаса Гара Стёре назначена министром местного самоуправления и регионального развития.